# Rostow-Arena
Das Rostow-Arena ist ein Fußballstadion in der russischen Stadt Rostow am Don, Hauptstadt der Oblast Rostow. Das Stadion liegt am südlichen Ufer des Flusses Don, während die Stadt Rostow nördlich des Stroms liegt. Die Rostow-Arena bietet Platz für 45.145 Zuschauer. Die Spielstätte war Austragungsort von vier Gruppenspielen und einer Partie des Achtelfinales der Fußball-Weltmeisterschaft 2018. Die Anlage ist die neue Heimat des Fußballclubs FK Rostow und ersetzt das 1930 eröffnete Olimp-2.

## Geschichte
Der erste Entwurf für das Stadion wurde wegen Kosten von über 20 Mrd. RUB verworfen. Mit den Vorarbeiten wurde 2012 begonnen, sie kamen aber zunächst nur langsam voran. Erst 2014 startete die Pfahlgründung und das Gießen der Fundamente. Bis Mitte 2015 wurden insgesamt 11.044 Pfähle in den Boden gesetzt, und die Hälfte des geplanten Betons (92.000 m3) ging in den Unterbau der Arena. Es folgte der Bau der Tribünen und der Dachkonstruktion. Der Bau legte an Tempo zu, und bis zum April 2016 waren die Betonarbeiten zu 90 Prozent erledigt. Die Rostow-Arena sollte bis Ende Dezember 2017 fertiggestellt werden. Ende Oktober 2016 wurde die Stahlkonstruktion für das Dach fertiggestellt, so dass die Stützen entfernt werden konnten. Am 15. November 2016 wurde das erste Teil der Dachmembran gespannt. Nach der WM 2018 soll das Stadion für den weiteren Gebrauch auf 37.885 Plätze verkleinert werden.
Am 15. April 2018 konnte das WM-Stadion in Rostow eingeweiht werden. Die Eröffnungspartie war das Ligaspiel zwischen dem FK Rostow und dem FK SKA-Chabarowsk, das die Heimmannschaft mit 2:0 gewann. Den ersten Treffer im neuen Stadion erzielte der isländische Mittelstürmer Björn Bergmann Sigurðarson.
Nach Einschätzung der Region wird das Stadion jährlich bis zu 330 Mio. Rubel (rund 4,48 Mio. Euro) an Wartungs- und Betriebskosten verursachen. Darin ist noch nicht die Umrüstung zur Nachnutzung durch den FK Rostow eingerechnet. Bis in das Jahr 2023 wird der russische Staatshaushalt bis zu 95 % der Kosten übernehmen. Danach geht die Arena an das Oblast Rostow mit den Kosten über.
In der Saison 2019/20 trug Tschaika Pestschanokopskoje aus dem 170 Kilometer entfernten Pestschanokopskoje seine Zweitligapartien in der Rostow-Arena aus.

## Spiele der Fußball-Weltmeisterschaft 2018 in Rostow
Vier Spiele der Gruppenphase sowie ein Achtelfinale der FIFA-Fußball-Weltmeisterschaft 2018 fanden im Stadion statt.
|                             |   |               |           |
| 17. Juni 2018, Gruppe E     |   |               |           |
| Brasilien                   | – | Schweiz       | 1:1 (1:0) |
| 20. Juni 2018, Gruppe A     |   |               |           |
| Uruguay                     | – | Saudi-Arabien | 1:0 (1:0) |
| 23. Juni 2018, Gruppe F     |   |               |           |
| Südkorea                    | – | Mexiko        | 1:2 (0:1) |
| 26. Juni 2018, Gruppe D     |   |               |           |
| Island                      | – | Kroatien      | 1:2 (0:0) |
| 02. Juli 2018, Achtelfinale |   |               |           |
| Belgien                     | – | Japan         | 3:2 (0:0) |